# París, Texas (álbum)
Paris Texas es el segundo álbum de estudio del cantante y compositor mexicano Kevin Kaarl, se lanzó de forma independiente el 25 de agosto de 2022 en México y el 2 de septiembre internacionalmente. Consta de 13 pistas originales escritas por Kaarl. 
Canciones como «¿Por qué no me comprendes?» cuenta con la participación del productor estadounidense Chris Coady. Además en «Cuéntame una historia de rencor» se realizó una colaboración con el cantante español Pablo Díaz-Reixa.
Tres sencillos fueron lanzados como oficiales acompañados de un videoclip oficial; el primero de ellos «Como me encanta» salió a la luz el 2 de junio de 2022, posteriormente se publicaron «Siente más»  y «Te quiero tanto» simultáneamente a la salida del álbum. Otras canciones destacadas fueron «París, Texas», «Cuéntame una historia de rencor» y «Por qué no me comprendes?».
Sobre el álbum Kaarl señaló «Este álbum ya no va a tratar de amor o desamores, de lo mismo que mis demás álbumes trataban, dije ‘este álbum va a ser de todo lo que me está pasando en este momento’ que son básicamente discusiones conmigo mismo», también comentó, que le gustaría viajar a la Paris, Texas real que retrata el filme, según en una entrevista para The San Diego Union-Tribune .
El nombre del álbum deriva de la película alemana Paris, Texas de Wim Wenders. Con Paris Texas se anunció su primera gira internacional que incluía países como los Estados Unidos, España, Alemania, México y América Latina.
El álbum incorporó nuevos géneros musicales tales como el pop y el dream pop, entre otros. Además logró colocarse en el lugar más alto en listas de México como el número 2 en el Apple Music Chart y el número 178 del Worlwide top álbumes de Spotify en Guatemala. La canción «Como me encanta» alcanzó el número 4 en Chile y el 88 en México.

## Lista de canciones
| N.º   | Título                            | Escritor(es)                        | Duración |  |
| 1.    | «Como me encanta»                 | Kevin Eduardo Hernández Carlos      | 5:21     |  |
| 2.    | «Te quiero tanto»                 | Hernández Carlos                    | 5:25     |  |
| 3.    | «Por qué no me comprendes?»       | Hernández Carlos                    | 5:17     |  |
| 4.    | «Nunca te supe cuidar»            | Hernández Carlos                    | 4:52     |  |
| 5.    | «Llora más»                       | Hernández Carlos                    | 4:39     |  |
| 6.    | «On my mood»                      | Hernández Carlos                    | 2:43     |  |
| 7.    | «Que te vas»                      | Hernández Carlos                    | 3:30     |  |
| 8.    | «Siente más»                      | Hernández Carlos                    | 4:00     |  |
| 9.    | «Quisiera ya no pensar»           | Hernández Carlos                    | 2:20     |  |
| 10.   | «Cuéntame una historia de rencor» | Hernández Carlos • Pablo Díaz-Reixa | 2:57     |  |
| 11.   | «Siempre lo hago y te extraño»    | Hernández Carlos                    | 4:04     |  |
| 12.   | «París, Texas»                    | Hernández Carlos                    | 4:10     |  |
| 13.   | «Travis y Hunter.»                |                                     |          |  |
| 55:53 |                                   |                                     |          |  |

## Listas

### Semanales
| País      | Lista                           | Mejor posición | Ref.  |
| --------- | ------------------------------- | -------------- | ----- |
| México    | Apple Music Chart (Apple Music) | 2              | [ 7 ] |
| Guatemala | Worlwide top álbumes (Spotify)  | 178            | [ 8 ] |

## Historial de lanzamiento
| País    | Fecha                   | Formato(s)            | Sello                | Ref.  |
| ------- | ----------------------- | --------------------- | -------------------- | ----- |
| México  | 25 de agosto de 2022    | CD + Descarga digital | Música independiente |       |
| Mundial | 2 de septiembre de 2022 | CD + Descarga digital | Música independiente | [ 1 ] |